# Daubenya alba
Daubenya alba är en sparrisväxtart som beskrevs av A.M.van der Merwe. Daubenya alba ingår i släktet Daubenya, och familjen sparrisväxter. Inga underarter finns listade i Catalogue of Life.